# Asesinato de Samantha Josephson
Samantha Josephson (Princeton, Nueva Jersey; 13 de agosto de 1997 - Condado de Clarendon, Carolina del Sur; 29 de marzo de 2019) fue una joven estadounidense, estudiante de la Universidad de Carolina del Sur, que fue asesinada el 29 de marzo de 2019. Josephson, de 21 años, había pedido un Uber y entró por error en un coche que pensaba que era el suyo. Nathaniel Rowland utilizó cerraduras a prueba de niños para evitar que Josephson saliera del vehículo y la secuestró y asesinó, dejando su cuerpo cerca de New Zion, pueblo a más de 100 kilómetros de Columbia, donde había entrado en el coche de Rowland.
Rowland fue detenido al día siguiente y acusado de secuestrar y asesinar a Josephson. El 20 de julio de 2021 comenzó el juicio. Una semana después, el jurado declaró a Rowland culpable de su secuestro y asesinato, y fue condenado a cadena perpetua.
El asesinato atrajo la atención nacional y dio lugar a un debate sobre los peligros de los viajes compartidos y la importancia de asegurarse de que un conductor registrado conduce un vehículo compartido antes de entrar en él. El asesinato condujo a la aprobación de la Ley de Sami en Nueva Jersey, que mejora la protección de los conductores y pasajeros que utilizan servicios de transporte compartido. La legislación del mismo nombre a nivel federal fue promulgada por el presidente Joe Biden el 5 de enero de 2023.

## Víctima
Samantha Lee Josephson nació en Princeton (Nueva Jersey), y creció en Robbinsville (Nueva Jersey). Estudió en la Universidad de Carolina del Sur, donde se especializó en Ciencias Políticas. Josephson, que cursaba el último año de la universidad en el momento de su muerte, planeaba graduarse en 2019 y asistir a la Facultad de Derecho de la Universidad Drexel. Obtuvo una beca completa para estudiar aquí, así como una beca parcial para la Universidad Rutgers y aspiraba a ejercer la abogacía internacional.
Miembro de la hermandad Alpha Gamma Delta, estudió en el extranjero en Barcelona y visitó Madrid y París durante su estancia en Carolina del Sur. Josephson fue enterrada en el cementerio judío de Perrineville.

## Asesinato
Josephson pasó la noche anterior a su muerte en el barrio de Five Points, en el centro de Columbia, con unos amigos. Sobre las 2:00 de la madrugada decidió marcharse del bar Bird Dog y pidió un Uber. Según las grabaciones de vigilancia, a las 2:09, un Chevrolet Impala negro, conducido por Rowland, se detuvo junto a ella. Josephson entró en el vehículo, pensando que era su conductor de Uber. Según las autoridades, Rowland activó el seguro para niños para que las puertas solo pudieran abrirse desde el exterior, con lo que Josephson quedó atrapada en el interior del vehículo.
Con un cuchillo de doble filo, Rowland asestó unas 120 puñaladas a Josephson. Durante el ataque, Josephson intentó protegerse. Uno de los golpes de Rowland le atravesó completamente la mano derecha, ya que probablemente la utilizó para protegerse. Rowland también apuñaló a Josephson en la cabeza con tanta fuerza que el cuchillo le atravesó el cráneo hasta el cerebro. También la apuñaló en la carótida, una de las dos arterias principales que llevan sangre a la cabeza. Muchas de las heridas, especialmente las del cuello y el hombro derechos, estaban muy juntas, lo que probablemente se debió a que se las asestó rápidamente. Además, sufrió la rotura del hueso hioides y heridas de arma blanca en la cara, el cuello, el hombro, el torso, la espalda, el pulmón, la pierna y los pies. Según el patólogo que realizó la autopsia de su cuerpo, Josephson sangró profusamente y murió en 10-20 minutos. Los investigadores creen que Rowland arrastró el cuerpo de Josephson hasta el campo de New Zion, donde sería descubierta más tarde.

## Investigación y proceso criminal
Los compañeros de piso de Josephson se preocuparon y denunciaron su desaparición al día siguiente de entrar accidentalmente en el vehículo. Su cuerpo fue encontrado en un campo. de la localidad de New Zion, en el condado de Clarendon, por cazadores de pavos. catorce horas después del secuestro. Según la policía, la zona donde se encontró el cuerpo de Josephson es donde Rowland residía recientemente. La autopsia reveló que murió a causa de múltiples heridas de arma blanca. Concretamente, el patólogo determino que sufrió aproximadamente 120 puñaladas distintas. El patólogo no pudo determinar un número exacto de heridas porque eran muchas. La autopsia de Josephson también reveló el grado de pérdida de sangre: el cuerpo humano normalmente tiene varios litros de sangre, pero el cuerpo de Josephson sólo contenía 20 mililitros.
Nathaniel Rowland fue visto por la policía conduciendo un coche que coincidía con la descripción del que se vio entrar a Josephson en el vídeo de vigilancia. Cuando pararon a Rowland, que conducía por la zona de Five Points donde Josephson fue secuestrado, salió del coche y huyó. Le atraparon y fue detenido a las 3 de la madrugada del 30 de marzo. En el interior del coche, la policía encontró un recipiente con lejía líquida, toallitas germicidas y limpiacristales. En el coche también se encontró el teléfono de Josephson, así como una gran cantidad de su sangre, que estaba en el asiento del copiloto y en el maletero. Además, los seguros para niños estaban activados, lo que la policía cree que impidió que Josephson escapara.
Cuando los investigadores buscaron en la basura detrás de la residencia de la novia de Rowland, descubrieron artículos de limpieza y un cuchillo de dos hojas, ambos con sangre de Josephson. También se encontró sangre de Josephson en un calcetín y un pañuelo, ambos propiedad de Rowland. Además, el ADN de Josephson se recogió de las uñas de Rowland. Mientras buscaban pruebas de huellas dactilares, los investigadores también descubrieron una huella de pisada desnuda en la ventana trasera del lado del conductor del Impala de Rowland - utilizando el análisis de huellas latentes, los expertos forenses fueron capaces de coincidir de manera concluyente los patrones de esta huella con los patrones únicos de cresta de fricción en las plantas de los pies descalzos de Josephson. Las huellas de Josephson también se encontraron en otros objetos que estaban en posesión de Rowland.
Rowland fue acusado de secuestro, asesinato y posesión de un arma durante la comisión de un delito. Además del asesinato de Josephson, se alega que Rowland vendió objetos robados a otra mujer durante un secuestro en Columbia. La presunta víctima fue secuestrada por dos hombres mientras se encontraba en un semáforo en octubre de 2018. Los secuestradores de automóviles supuestamente agredieron físicamente a la víctima y luego la obligaron a conducir hasta un cajero automático donde le robaron dinero, antes de obligarla a conducir hasta su casa donde volvieron a robarle artículos, incluida una PlayStation 4. Según los ayudantes del sheriff del condado de Richland, horas después del presunto secuestro, Rowland vendió algunos de los artículos robados a la mujer, incluida la consola, en una casa de empeño. Rowland fue acusado de obtener bienes bajo premisas falsas.
El 9 de junio de 2020, a Nathaniel Rowland se le denegó la libertad bajo fianza. En una audiencia virtual, los familiares de Josephson y Rowland prestaron declaración ante el juez DeAndrea Benjamin.
El 20 de julio de 2021, comenzó el juicio de Rowland. Durante el juicio, los fiscales llamaron a 31 testigos, incluido el cazador de pavos que encontró el cuerpo de Josephson, el propietario de una tienda de teléfonos móviles que testificó que Rowland intentó sin éxito venderle el teléfono de Josephson el día después de su desaparición, la exnovia de Rowland, y numerosos investigadores de la División Estatal de Aplicación de la Ley y otros expertos. Los abogados defensores de Rowland no llamaron a ningún testigo y Rowland no testificó.
El 27 de julio de 2021, tras poco más de una hora de deliberación, un jurado declaró a Rowland culpable de secuestrar y asesinar a Josephson, y de poseer un arma durante un crimen violento. Inmediatamente después de la condena de Rowland, el juez de circuito estatal Clifton Newman lo sentenció a cadena perpetua. "Para quien me haya pedido clemencia, eso no forma parte de mi ADN", dijo el juez Newman, calificando a Rowland de "desalmado" y afirmó que el caso era el asesinato "más grave" que había visto en un tribunal.

## Hechos posteriores
Tras la muerte de su hija, los padres de Josephson crearon la Fundación What's My Name. Los padres de Josephson han trabajado con los legisladores para abogar por políticas que mejoren la seguridad de los pasajeros de viajes compartidos. Se han promulgado varias leyes desde la muerte de Josephson. El 5 de junio de 2019, la Ley de Seguridad de Ridesharing Samantha L. Josephson se convirtió en ley en Carolina del Sur. La ley requiere que los vehículos de viaje compartido muestren los números de matrícula en la parte delantera. La ley también somete a las personas que se hacen pasar por conductores autorizados de empresas de redes de transporte (TNC) a una multa máxima de 500 dólares y a aquellos que usan la aplicación de viaje compartido TNC en la promoción de actividades delictivas a una multa máxima de hasta mil. Además de enfrentarse a multas, el culpable de hacerse pasar por un conductor autorizado de TNC puede ser encarcelado por un máximo de 30 días, mientras que el que utilice la aplicación de viajes compartidos en la promoción de actividades delictivas puede enfrentarse a un máximo de 2 años de encarcelamiento.
También en junio de 2019, el gobernador de Nueva Jersey, Phil Murphy, firmó la Ley de Sami, que exige más identificación en los vehículos de viaje compartido. En concreto, la ley obliga a las empresas a emitir dos "carteles de credenciales" a los conductores de vehículos de transporte compartido. Estos carteles, que deben colocarse en las ventanillas traseras del conductor y del pasajero, deben incluir el nombre y la foto del conductor, junto con su número de matrícula. Los vehículos de transporte compartido también deben llevar una marca identificativa en el parabrisas delantero y en la luna trasera. Además, las empresas deben entregar a los conductores dos códigos de barras que los pasajeros pueden escanear para confirmar la identidad del conductor.
El asesinato de Josephson llevó a los legisladores de Carolina del Norte a proponer la Ley de Protección del Pasajero, que obliga a los conductores de vehículos compartidos a exhibir una matrícula impresa en la parte delantera de sus vehículos y, a partir del 1 de julio de 2020, a llevar carteles luminosos en sus vehículos. La ley crea una nueva sanción penal por hacerse pasar por un conductor de transporte compartido y tipifica como delito menor la agresión a un conductor de transporte compartido. Además, proporciona 500 000 dólares en subvenciones para que las universidades eduquen a los estudiantes sobre la seguridad de los viajes compartidos y crea una comisión de estudio para examinar formas de mejorar la seguridad de los viajes compartidos. La ley fue firmada por el gobernador Roy Cooper en agosto de 2019.
Está pendiente legislación adicional destinada a proteger a los usuarios de viajes compartidos. En abril de 2019, la senadora Anna Kaplan presentó la Ley de Seguridad de Ridesharing Samantha L. Josephson, al Senado de Nueva York. La ley, que se encuentra actualmente en el Comité de Transporte, requiere que los conductores de viajes compartidos "muestren una señalización visible, consistente y distintiva que identifique claramente al proveedor de servicios de viajes compartidos en todo momento cuando el conductor esté activo en la plataforma de servicios o proporcionando servicios de viajes compartidos". Estos carteles deben ser legibles desde una distancia de 15 metros durante el día y deben estar iluminados por la noche para que el logotipo sea claramente visible.
Los padres de Josephson han trabajado con legisladores en el Congreso de los Estados Unidos para elaborar una ley federal que mejore la seguridad de los viajes compartidos. El proyecto de ley, que también se titula "Ley de Sami", se presentó el 13 de junio de 2019 y exige que los vehículos de viajes compartidos tengan matrículas delanteras y señales luminosas en el parabrisas, junto con códigos escaneables o de respuesta rápida en los laterales. Los estados que no cumplan con la ley serían penalizados con la pérdida del 1% de la financiación federal para carreteras. La ley también establecería un consejo asesor de 15 miembros, llamado Consejo de SAMI, que estaría formado por actores públicos y de agencias federales. El Consejo informaría al Secretario de Transporte y trabajaría para promover las normas de seguridad en el sector del transporte compartido. 
El proyecto de ley también regularía la venta de señalización oficial de viajes compartidos, exigiría a una Oficina de Responsabilidad Gubernamental (GAO) que informara sobre incidentes de agresiones y abusos a pasajeros y conductores, y exigiría a la GAO que examinara la naturaleza y los detalles de las verificaciones de antecedentes que realizan las empresas y las normas estatales de verificación de antecedentes. La Ley Sami federal fue remitida a varios subcomités y, en julio de 2020, la Cámara de Representantes la aprobó por unanimidad.
La muerte de Josephson llevó a la Universidad de Carolina del Sur a lanzar una campaña titulada "What's My Name" (¿Cómo me llamo?) para ayudar a los estudiantes a mantenerse seguros mientras utilizan servicios de transporte compartido. El 28 de diciembre de 2022, la legislación federal que autorizaba un estudio de las prácticas de seguridad del transporte compartido, con la aprobación de la Cámara de Representantes y el Senado de los Estados Unidos, fue enviada a la mesa del presidente Joe Biden. Se convirtió en ley el 5 de enero de 2023. La familia Josephson asistió al discurso del Estado de la Unión de 2023 como invitados del congresista de Nueva Jersey Chris Smith.
Josephson recibió un título póstumo en ciencias políticas en mayo de 2019 en lo que habría sido su ceremonia de graduación. Su diploma y posesiones universitarias fueron entregadas a su madre.